# Krona (valuta)
Krona är en valuta med ursprung i den engelska myntenheten Crown, präglad första gången 1551 och motsvarande 5 shilling. I Danmark användes Krone som myntenhet 1618–1771, först motsvarande 8 mark, senare motsvarande 4 mark. I Tyskland användes Krone 1857–1871 som ett handelsmynt inom tyska myntförbundet, motsvarande 10 gram guld. Efter 1871 var Krone i Kejsardömet Tyskland på ett 10-marksmynt i guld. 1892 blev Krone en myntenhet i Österrike-Ungern, därefter fram till 1924 i Österrike. 1 krone motsvarade 0,3388 gram guld = 100 heller.

## Valutor som används
- Danmark – dansk krona
- Island – isländsk krona
- Norge – norsk krona
- Sverige – svensk krona
- Tjeckien – tjeckisk krona

## Valutor som tidigare använts
- Estland – estnisk krona, innan landet övergick till euro den 1 januari 2011.

Ordet kroon som används i Estland motsvarar det svenska ordet krona.
- Tjeckoslovakien – tjeckoslovakisk krona, avskaffad 8 februari 1993
- Österrike-Ungern – krone (krona på Slovenska), avskaffad 1918
- Slovakien – slovakisk krona, innan landet övergick till euro den 1 januari 2009.

Ordet koruna som används i Tjeckien och tidigare användes i Slovakien motsvarar det svenska ordet krona.